# キラルプール法
キラルプール法（Chiral pool synthesis）は、キラルな化合物を合成する際に用いる手法の一つである。既にキラルな状態にある化合物を原料としてを用いて有機合成を行うことにより、目的の複雑な構造を持ったキラル化合物の合成を行うことができる。キラルな出発原料としては、天然物である単糖やアミノ酸が含まれる。原料の持つキラリティーは、反応過程において保持される。
キラルプール法は、目的化合物が安価でキラルな天然物と構造が類似している場合には、非常に有効な合成法である。そうでない場合では、目的化合物に到達するまでに、収率低下の原因になり得る多段階の反応が必要になることがある。つまり、目的化合物に適したキラルな出発原料が見つからないときは、他の方法を用いた方がよい。
キラルプール法の際、しばしば官能基変換や保護基が利用される。

## 例
キラルプール法は、エポチロン（パクリタキセルの代替化合物）合成の際に利用され、その際出発原料としてキラルな(-)-パントラクトンを用いる。また、キラルな2,3-ブタンジオールはキラホス（英語版）の合成に利用される

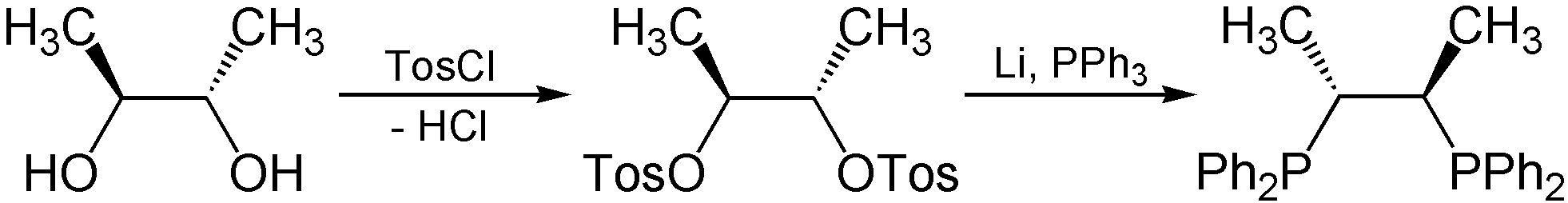
キラルプール法を用いたキラルなキラホスの合成

。